# 세실 라 그레나다

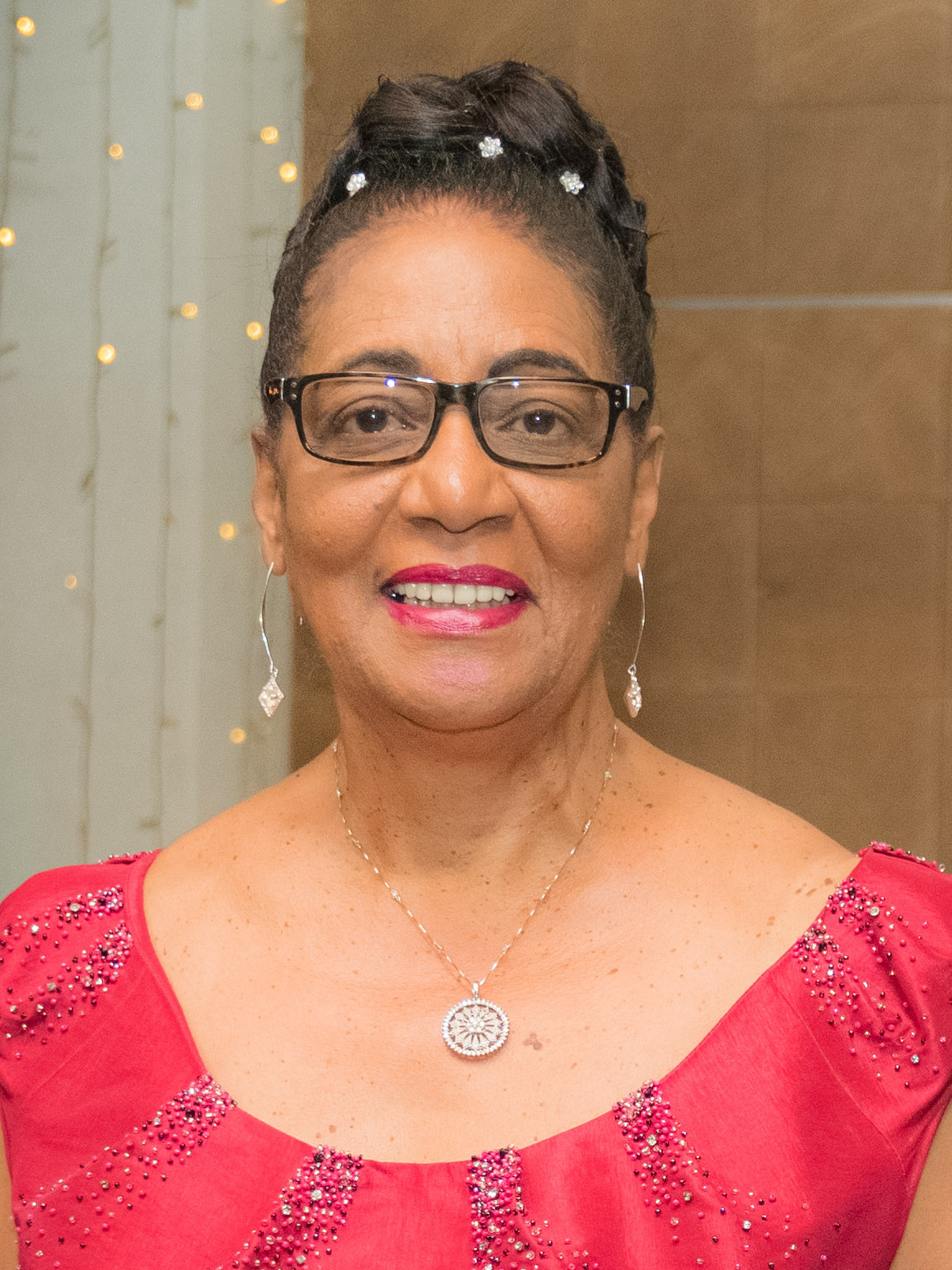
2022년 모습

세실 라 그레나다(Cécile La Grenade, 본명: Dame Cécile Ellen Fleurette La Grenade, GCMG OBE DStJ, 1952년 12월 30일 ~ )는 2013년부터 그레나다 총독을 역임한 그레나다 식품과학자이다.

## 어린 시절과 경력
라 그레나다는 그레나다 세인트조지구에 위치한 라보리(La Borie)에서 태어났다. 공무원인 앨런 A. 라그레나다(Allan A. La Grenade MBE와 공인 간호사인 시빌 실베스터-라 그레나다(Sibyl Sylvester-La Grenade) 사이에서 태어난 다섯 딸 중 세 번째이다. 외할머니인 메리 루이스 "에바" 올리비에르-실베스터(Mary Louise "Eva" Ollivierre-Sylvester)는 보통선거가 실시된 지 1년도 채 되지 않은 1952년에 당선된 후 영국 윈드워드 제도에서 자국의 입법 위원회에서 활동한 최초의 여성이었다. 1979~83년 인민 혁명 정부 당시 그레나다 총리였던 모리스 비숍(Maurice Bishop)의 친사촌이다. 라 그레나다는 미국에서 교육을 받은 식품 과학자이다. 서인도 제도 대학교에서 화학 학사 학위를 취득했고, 칼리지 파크에 있는 메릴랜드 대학교에서 식품 과학 석사 학위와 박사 학위를 받았다.
2006년에 카리브해 수출 개발청 운영 위원회의 회원이 되었으며 OECS 민간 부문 대표로 활동했다. 2007년에 그녀는 다니엘 윌리엄스(Daniel Williams) 총독에 의해 공공 서비스 위원회 의장으로 임명되었으며, 2010년까지 그 직책을 맡았다.